# Поезд в огне
«Поезд в огне» — песня Бориса Гребенщикова. Автор написал её в 1988 году. Вошла в бонус-треки альбома «Равноденствие» как аудио- и видеоверсия при переиздании альбома в 2002 году.

## О песне
Борис Гребенщиков сочинил «Поезд в огне» в феврале 1988 года, во время гастролей по Советскому Союзу. В те дни группа «Аквариум» находилась в Баку. Оттуда музыкант тайком от организаторов концертов сбежал к друзьям в Махачкалу, где они отыграли большой концерт, после которого началась всеобщая  пьянка. Именно там были написаны первые два куплета текста, а третий Гребенщиков сочинил на обратном пути в Баку, когда из окна вагона увидел горящие нефтяные вышки.
Центральный образ — Гребенщиков подчёркивал это — был заимствован у Боба Дилана из песни «This Wheel's on Fire» 1975 года.
В начале 1990-х многие общественные организации и политические партии пытались превратить песню в своеобразный гимн. Однако такая популярность сыграла с композицией «Поезд в огне» злую шутку. Песню «заиграли» настолько, что «Аквариум» отказался исполнять её на концертах.
«Поезд в огне» входит в список 100 лучших песен русского рока по версии радиостанции «Наше радио».
В 2014 году «Поезд в огне» оказался в центре скандала, Борис Гребенщиков упрекнул телеканал «Россия-24» в том, что его журналисты некорректно использовали эту песню, иллюстрируя сюжет о боевых действиях на Украине. Они взяли отрывок, в котором поётся, что «пора вернуть эту землю себе». На своей странице в Фейсбуке он написал: «Раз уж вы используете песню, имейте смелость не выдирать строчку из неё, а поставить песню целиком, включая слова: „Я видел генералов, они пьют и едят нашу смерть“».

## Цитаты
- …постепенно вся эта советская гарь сквозь меня ушла в песню с резким социальным протестом. Хотя я абсолютно об этом не думал. Сидел с похмелья в Махачкале и жонглировал словами[3];
- Эта песня была связана с определённым моментом жизни страны, где и осталась. Начиналась перестройка, и было ощущение, что впереди брезжит выход из тоннеля. («Аргументы и факты», 2006)[4];
- Туда, к сожалению, проникло больше социальности, чем мне хотелось. Потому что тогда социальность настолько перла на меня изо всех щелей, что я просто не мог не реагировать на неё. Слишком много было дряни в тот момент, и меня это все по-человечески достало. Популярность же песни стала для меня большим сюрпризом. («Бульвар», 2008)[5];

## В культуре
- Эта песня звучит в фильме Сергея Соловьёва «Черная роза — эмблема печали, красная роза — эмблема любви»[6].
- Весной 1988 года был снят видеоклип на песню «Поезд в огне». В клипе использовался паровоз, арендованный у музея старинных паровозов в Шушарах и костюмы из Театра юного зрителя. Режиссёр клипа Сергей Дебижев хотел снять и смонтировать его самостоятельно, но на телевидении, где была взята аппаратура, к съёмочной группе присоединили профессионального режиссёра В. Макарова, который на следующий день после съёмок сам смонтировал этот клип. Это материал был тут же переделан Гребенщиковым и Дебижевым с использованием кинохроники, а после отправлен поездом в Москву, где был показан тем же вечером в программе «Взгляд»[7]. В 2018 году В. Макаров подавал в суд на С. Дебижева и Б. Гребенщикова, пытаясь доказать, что он является единственным автором клипа, однако иск не был удовлетворён судом[8].
- Кавер от Левана Горозии был представлен в фильме «Майор Гром: Чумной Доктор» в качестве саундтрека[9].
- В украинской игре «Metro Exodus» эту песню исполняет Степан, один из бойцов военного ордена «Спарта» во время путешествия на паровозе по постапокалиптической России[10].